# Премія «Люм'єр» (12-та церемонія)
12-та церемонія вручення Премії Люм'єр французької Академії Люм'єр відбулася 5 лютого 2007 в Культурному центрі «Еспас Карден» фр. Espace Pierre Cardin в Парижі. Церемонія проходила під головуванням Ізабель Мерго. Фільм Не кажи нікому отримав перемогу як «Найкращий фільм».

## Переможці та номінанти
Переможців у списку виділено жирним.
| Найкращий фільм | Найкращий режисер |
| --- | --- |
| Не кажи нікому - Патріоти - Комедія влади - Леді Чаттерлей - Фландрія | Паскаль Ферран — Леді Чаттерлей - Ален Рене — Серця - Клод Шаброль — Комедія влади - Гійом Кане — Не кажи нікому - Бруно Дюмон — Фландрія                                                    |
| Найкращий актор | Найкраща акторка |
| Жерар Депардьє — Коли я був співаком - Ламбер Вільсон — Серця - Франсуа Клюзе — Не кажи нікому - Мішель Блан — Ви такі прекрасні - Саша Бордо — Зірка солдата                                           | Марина Гендс — Леді Чаттерлей - Даніель Дар'є — Новий шанс - Сабіна Азема — Серця - Ізабель Юппер — Комедія влади - Марина де Ван — Я думаю про тебе                                         |
| Найперспективніший актор | Найперспективніша акторка |
| Жульєн Бойссельє — Не хвилюйся, у мене усе нормально - Бернар Бланкан — Патріоти - Жан-Луї Колло — Леді Чаттерлей - Малік Зіді — Отруєна дружба - Тібо Вінсон — Отруєна дружба                          | Мелані Лоран — Не хвилюйся, у мене усе нормально - Сандрін Ле Берр — Апоплексичний удар - Медея Маринеску — Ви такі прекрасні - Дебора Франсуа — Асистентка - Ніна Кервел-Бай — Винен Фідель |
| Найкращий сценарій | Найкращий франкомовний фільм |
| Патріоти — Рашид Бушареб та Олів'є Лорель - Ви такі прекрасні — Ізабель Мерго - Комедія влади — Оділь Барскі та Клод Шаброль - Не кажи нікому — Гійом Кане та Філіп Лефевр - Винен Фідель — Жулі Гаврас | Бамако — Малі Франція США - Сполучені штати Альберта — Канада Франція Швейцарія - C.R.A.Z.Y. — Канада - Бункер Парадіз — Бельгія Франція - Досить! — Алжир Франція                           |
| Приз глядацьких симпатій (представлено TV5Monde) | |
| Не кажи нікому — Гійом Кане | |